# Erik Borge
Erik Borge, född 22 oktober 1924 i Kristiania (nuvarande Oslo), död där 10 maj 2008, var en norsk filmregissör, filmproducent och manusförfattare.
Borge var åren 1950–1966 med i filmproduktionsgruppen ABC-film, de sista åren som daglig ledare. Han var direktör för Norsk Film A/S 1966–1985 och därefter konsulent för bolagets spelfilmer. Han regisserade förutom kortfilmer också Alf Prøysen-filmatiseringen Trost i taklampa (1955). Han skrev manus till Trost i taklampa, En håndfull tid (1989) och Isbjörnskungen (1991), som han även producerade.
Han erhöll hederspriset vid Amandaprisen 1989.